# Erwin Wilczek
Erwin Feliks Wilczek (Ruda Śląska, 20 novembre 1940 – Aulnoy-lez-Valenciennes, 30 novembre 2021) è stato un allenatore di calcio e calciatore polacco, di ruolo centrocampista e attaccante.

## Caratteristiche tecniche
Iniziò la carriera come attaccante; giocò da centrocampista a partire dal 1963, quando l'allenatore Ewald Cebula lo spostò nel ruolo di regista. Era un calciatore che non eccelleva dal punto di vista fisico, essendo alto 168 cm e spesso in sovrappeso, ma compensava con una spiccata intelligenza tattica e un'ottima visione di gioco.

## Carriera

### Giocatore
Wilczek iniziò la carriera a livello giovanile nel Wawel Wirek. Successivamente giocò nelle giovanili del Zryw Chorzów, considerata la prima scuola di calcio gestita professionalmente in Polonia, dove ebbe come maestro Józef Murgot.
È stato uno dei protagonisti del grande ciclo vincente del Górnik Zabrze negli anni '60, culminato nella finale di Coppa delle Coppe 1969-1970 persa contro il Manchester City. Collezionò anche 16 presenze e due reti con la nazionale polacca.
A 32 anni lasciò la Polonia per trasferirsi in Francia, al Valenciennes, dove disputò due stagioni. Il club era appena retrocesso nella seconda serie francese. Nel primo anno all'esterò, Wilczek si laureò capocannoniere con 26 reti, non riuscendo tuttavia a ottenere la promozione, obiettivo che raggiunse nella stagione seguente. Wilczek, trentacinquenne, decise di ritirarsi.

### Allenatore
Dopo il ritiro, Wilczek intraprese la carriera da allenatore. Dapprima ritornò in patria e allenò le giovanili del Górnik. Negli anni '70 torno in Francia dove fu l'allenatore della squadra riserve del Valenciennes, e poi della prima squadra, dal 1979 al 1982.
Nel 1986 ebbe un'esperienza da allenatore in Africa, con la nazionale del Gabon.
Successivamente, nella stagione 1986-1987, allenò la squadra gabonese del Sogara. Con la squadra di Port Gentil, raggiunse la finale della Coppa delle Coppe d'Africa 1986, persa contro gli egiziani dell'Al Ahly. Restò in Gabon per quattro anni.
Infine, rientrato in Francia, allenò l'US Marly (a livello dilettantistico) dal 1992 al 2000.

## Palmarès

### Competizioni nazionali
- Campionato polacco: 9

Górnik Zabrze: 1959, 1961, 1962-1963, 1963-1964, 1964-1965, 1965-1966, 1966-1967, 1970-1971, 1971-1972,
- Coppa di Polonia: 6

Górnik Zabrze: 1964-1965, 1967-1968, 1968-1969, 1969-1970, 1970-1971, 1971-1972

### Individuale
- Capocannoniere della seconda divisione francese: 1

1973-1974 (26 reti)